# Cruz de Serviço Distinto (Estados Unidos)
A Cruz de Serviço Distinto é a segunda maior condecoração militar que pode ser dada a um membro do Exército dos Estados Unidos, premiado por extrema bravura e risco de morte em combate real com uma força armada inimiga. Ações que merecem a Distinguished Service Cross devem ser de tão alto patamar a ponto de sobressair-se todas as outras condecorações militares dos Estados Unidos, abaixo somente da Medalha de Honra. A Cruz de Serviço Distinto é equivalente à Cruz da Marinha (Marinha e Fuzileiros Navais) e à Cruz da Força Aérea (Força Aérea).
A primeira Cruz de Serviço Distinto foi primeiramente dada durante a Primeira Guerra Mundial. Em adição, um número de premiações foram feitas por ações ocorridas antes da Primeira Guerra Mundial. Em vários casos, estes eram soldados que tinham recebido um Certificado de Mérito por bravura a qual, na época, era a única premiação de honra ao mérito além da Medalha de Honra que o exército poderia receber.
Esta condecoração é distinta da Medalha de Serviço Distinto, que é dada em reconhecimento a soldados de serviço excepcionalmente meritório ao governo dos Estados Unidos em um dever de grande responsabilidade.

## Condecorados
- Apollo Miguel Rezk, Major, Exército Brasileiro - medalha concedida durante a 2ª Guerra Mundial.